# Francés medio
El francés medio (del francés: le moyen français) es una división histórica del idioma francés, que cubre aproximadamente el periodo comprendido entre 1340 y 1611. Se trata de un periodo de transición en el que:
- el francés empieza a distinguirse claramente de otras lenguas de oïl que a veces se mezclan en el concepto de francés antiguo (fr. l'ancien français);
- el francés se impone como lengua oficial del reino de Francia en lugar del latín y otras lenguas de oïl y occitanas;
- el desarrollo literario del francés anticipa el vocabulario y la gramática para el francés clásico (le français classique) que se habló durante los siglos XVII y XVIII.

El código ISO 639-2 y ISO 639-3 para esta lengua es frm

## Historia
En la historia del francés medio se distingue entre la historia interna de la lengua, es decir, el conjunto de cambios fonéticos y gramaticales que alteraron la lengua y la secuencia en que se produjeron, y la historia externa de la lengua, el conjunto de hechos sociopolíticos y sociolingüísticos que afectaron a sus hablantes.

### Historia interna
El cambio más importante que se observa en el francés medio es la completa desaparición del sistema de declinación de sustantivos, presente en francés antiguo pero que desde hacía siglos estaba en retroceso. Ya no se distingue en absoluto el caso nominativo del acusativo en los sustantivos, y los plurales se indican únicamente con la posposición de una s. Esta transformación requiere de un mayor control sobre el orden de las palabras en una frase, en lo que pasa a formar la sintaxis del francés moderno (aunque se mantiene hasta el siglo XVI la posición del verbo en el segundo lugar en la frase). Por otra parte, el significado y uso de muchas palabras del francés antiguo cambió.
La influencia del anglo-normando en el inglés dejó en dicho idioma palabras de origen normando. Algunas palabras de origen romance se reintrodujeron en el francés a través de las guerras y de los contactos comerciales.
La ortografía y la puntuación en este periodo eran extremadamente erráticas. La introducción de la imprenta en 1470 provocó la necesidad de una reforma ortográfica. En una propuesta de Jacques Peletier du Mans (1550) se desarrolló un sistema de escritura basado en la fonética y se introdujeron nuevos símbolos tipográficos, pero esta reforma no tuvo éxito.
A continuación se presentan algunas evoluciones fonéticas por siglos que dan una idea del ritmo de los principales cambios fonéticos:
| Latín                     | Proto- romance | francés antiguo | francés antiguo    | francés medio | francés moderno | francés moderno |
| Latín                     | Proto- romance | siglo IX        | siglo XII          | siglo XV      | siglo XVIII     | siglo XXI       |
| ------------------------- | -------------- | --------------- | ------------------ | ------------- | --------------- | --------------- |
| PĔDE- 'pie'               | *'pɛde         | /pieð/          | /pieθ/ pied        | /pie/         | /pie/           | /pie/ pied      |
| MATŪRU- 'maduro'          | *ma'turo       | /ma'ðyr/        | /mə'yr/ meür       | /myr/         | /myʀ/           | /myʀ/ mûr       |
| SCŪTU- 'escudo'           | *(i)s'kuto     | /es'kyð(o)/     | /es'ky/ escu       | /e'ky/        | /e'ky/          | /e'ky/ écu      |
| SÆTA- 'saeta'             | *'sɛta         | /seiðə/         | /seiə/ seie        | /soiə/        | /swɛə/          | /swa/ soie      |
| FŒMINA- 'mujer'           | *'femina       | /femnə/         | /femmə/ femme      | /fãmə/        | /fam(ə)/        | /fam/ femme     |
| HŎMINE- 'hombre'          | *'omine        | /omnə/          | /ommə/ homme       | /õmə/         | /ɔm(ə)/         | /ɔm/ homme      |
| BĔLLUS 'bello'            | *'bɛllos       | /bɛłs/          | /bɛaus/ beaus      | /be'au/       | /bio/           | /bo/ beau       |
| HABĒRE 'haber, tener'     | *a'bere        | /a'veire/       | /a'voir/ avoir     | /a'vwɛr/      | /a'vwɛʀ/        | /a'vwaʀ/ avoir  |
| IŪDICĀTU- 'juzgado'       | *ʤudi'kato     | /ʤy'ʤieð(o)/    | /ʒy'ʒie/ jugié     | /ʒy'ʒe/       | /ʒy'ʒe/         | /ʒy'ʒe/ jugé    |
| CŎLLŌCĀRE 'poner, tender' | *kollo'kare    | /koł'ʧier(e)/   | /ku'ʧier/ couchier | /ku'ʃie(r)/   | /ku'ʃe/         | /ku'ʃe/ coucher |

### Historia externa
Entre las élites, el latín seguía siendo la lengua de la educación, la administración y la burocracia. Esto cambió en 1539 con la Ordenanza de Villers-Cotterêts en la que Francisco I ordenó que el francés fuera la única lengua para el ámbito legal y jurídico. Las diferencias todavía eran muy pronunciadas entre las distintas regiones de Francia: en el sur de Francia predominaban las variedades occitanas, además de lenguas no fráncicas como el vasco o el catalán, en el centro-este prevalecían las variedades francoprovenzales y en el norte siguieron hablándose lenguas de oil distintas del franciano, además del bretón, lengua céltica. Los lingüistas modernos generalmente creen que la lengua administrativa impuesta en 1539 representaba una lengua de oil generalizada a la que se habían podado las diferencias dialectales distintivas, más que el triunfo de un dialecto (el franciano) sobre los demás.
La fascinación que provocaban los textos clásicos conllevó la introducción de numerosos préstamos tomados del latín y del griego, en ocasiones en detrimento del rico vocabulario que ya existía en el francés antiguo. Se introdujeron numerosos neologismos basados en raíces latinas y algunos eruditos modificaron la escritura de palabras francesas para conformarlas a sus raíces latinas (por ejemplo se añadió la g a doigt). Desafortunadamente, estos cambios ortográficos supusieron una ruptura radical entre la escritura y la pronunciación de las palabras.La lengua se volvió tan dificultosa para los no nativos que el francés fue abandonado en zonas donde había sido lengua vehicular, como Chipre, Sicilia y el sur de Italia.
Las guerras francesas en Italia y la presencia de italianos en la corte francesa introdujeron el humanismo italiano en Francia. Del italiano se tomaron muchos préstamos de ámbito militar (alarme, cavalier, espion, infanterie, camp, canon, soldat) y artístico (especialmente arquitectónico: arcade, architrave, balcon, corridor; y literario: sonnet). Esta tendencia se prolongaría a lo largo del francés clásico. También se introdujeron préstamos del español (casque) y del alemán (reître), así como de las lenguas del Nuevo Mundo ('cacao, hamac, maïs).
Este periodo vio la primera publicación de libros de gramática y la importante publicación, por Robert Estienne, de un diccionario francés-latín (1539).
A comienzos del siglo XVII, se experimentaría la continua unificación del idioma, la supresión de determinadas formas y la imposición de reglas que condujeron al francés clásico.

## Literatura
El francés medio es la lengua en que se expresaron Villon, Marot, Rabelais, Montaigne, Ronsard y los poetas de La Pléyade.
El máximo exponente de la afirmación y glorificación del francés se encuentra en la «Defensa e Ilustración de la Lengua Francesa» (1549) del poeta Joachim du Bellay, quien sostuvo que el francés (al igual que el toscano de Petrarca y Dante) era un idioma digno para la literatura y que promulgaba un programa de producción y purificación lingüística (incluyendo la imitación de géneros latinos).